# Campeonato Mundial de Halterofilismo de 2011 - Até 63 kg feminino
A categoria até 63 kg feminino foi um evento do Campeonato Mundial de Halterofilismo de 2011, disputado na Disneyland Resort Paris, em Paris, na França, entre 7 e 8 de novembro de 2011. 

## Calendário
Horário local (UTC+1)
| Dia           | Horário | Fase    |
| ------------- | ------- | ------- |
| 7 de novembro | 21:30   | Grupo C |
| 8 de novembro | 11:30   | Grupo B |
| 8 de novembro | 16:30   | Grupo A |

## Medalhistas
| Evento    | Ouro                      | Ouro   | Prata                     | Prata  | Bronze                | Bronze |
| --------- | ------------------------- | ------ | ------------------------- | ------ | --------------------- | ------ |
| Arranque  | Svetlana Tsarukaeva (RUS) | 117 kg | Ouyang Xiaofang (CHN)     | 113 kg | Maiya Maneza (KAZ)    | 109 kg |
| Arremesso | Maiya Maneza (KAZ)        | 139 kg | Svetlana Tsarukaeva (RUS) | 138 kg | Roxana Cocoș (ROU)    | 136 kg |
| Total     | Svetlana Tsarukaeva (RUS) | 255 kg | Maiya Maneza (KAZ)        | 248 kg | Ouyang Xiaofang (CHN) | 246 kg |

## Recordes
Antes desta competição, o recorde mundial da prova era o seguinte:
| Recorde         | Tipo      | Atleta                | Peso   | Local      | Data                   |
| Recorde Mundial | Arranque  | Pawina Thongsuk (THA) | 116 kg | Doha       | 12 de novembro de 2005 |
| Recorde Mundial | Arremesso | Maiya Maneza (KAZ)    | 143 kg | Antália    | 20 de setembro de 2010 |
| Recorde Mundial | Total     | Liu Haixia (CHN)      | 257 kg | Chiang Mai | 23 de setembro de 2007 |

Os seguintes novos recordes foram estabelecidos durante esta competição.
| Arranque | 117 kg | Svetlana Tsarukaeva (RUS) | Recorde mundial |

## Resultado
Os resultados foram os seguintes. 
| Pos.              | Atleta                        | Grupo | Peso  | Arranque (kg) | Arranque (kg) | Arranque (kg) | Arranque (kg)     | Arremesso (kg) | Arremesso (kg) | Arremesso (kg) | Arremesso (kg)    | Total |
| Pos.              | Atleta                        | Grupo | Peso  | 1             | 2             | 3             | Resultado         | 1              | 2              | 3              | Resultado         | Total |
| ----------------- | ----------------------------- | ----- | ----- | ------------- | ------------- | ------------- | ----------------- | -------------- | -------------- | -------------- | ----------------- | ----- |
| Medalha de ouro   | Svetlana Tsarukaeva (RUS)     | A     | 62.17 | 110           | 114           | 117           | Medalha de ouro   | 130            | 135            | 138            | Medalha de prata  | 255   |
| Medalha de prata  | Maiya Maneza (KAZ)            | A     | 62.31 | 106           | 106           | 109           | Medalha de bronze | 139            | 139            | 147            | Medalha de ouro   | 248   |
| Medalha de bronze | Ouyang Xiaofang (CHN)         | A     | 62.87 | 110           | 113           | 113           | Medalha de prata  | 133            | 133            | 133            | 7                 | 246   |
| 4                 | Roxana Cocoș (ROU)            | A     | 62.72 | 100           | 104           | 107           | 6                 | 131            | 136            | 140            | Medalha de bronze | 243   |
| 5                 | Pak Hyon-suk (PRK)            | A     | 62.05 | 102           | 107           | 108           | 4                 | 133            | 133            | 140            | 5                 | 241   |
| 6                 | Marina Shainova (RUS)         | A     | 62.35 | 106           | 106           | 109           | 7                 | 135            | 140            | 140            | 4                 | 241   |
| 7                 | Christine Girard (CAN)        | A     | 62.85 | 101           | 105           | 108           | 8                 | 129            | 133            | 136            | 6                 | 238   |
| 8                 | Kim Soo-kyung (KOR)           | A     | 62.87 | 98            | 101           | 101           | 11                | 125            | 130            | 132            | 8                 | 231   |
| 9                 | Nísida Palomeque (COL)        | A     | 62.13 | 97            | 101           | 103           | 10                | 123            | 123            | 127            | 9                 | 228   |
| 10                | Hanna Batsiushka (BLR)        | A     | 62.68 | 100           | 107           | 110           | 5                 | 117            | 123            | 123            | 14                | 224   |
| 11                | Luz Acosta (MEX)              | B     | 62.79 | 99            | 104           | 106           | 9                 | 119            | 124            | 124            | 13                | 223   |
| 12                | Obioma Okoli (NGR)            | C     | 62.41 | 91            | 94            | 95            | 13                | 117            | 122            | 125            | 11                | 220   |
| 13                | Ruth Kasirye (NOR)            | A     | 62.62 | 98            | 101           | 101           | 12                | 118            | 122            | 125            | 12                | 220   |
| 14                | Mariya Khlyan (UKR)           | B     | 61.74 | 93            | 97            | 97            | 14                | 114            | 114            | —              | 15                | 207   |
| 15                | Zoe Smith (GBR)               | B     | 62.87 | 85            | 90            | 92            | 15                | 105            | 110            | 112            | 20                | 204   |
| 16                | Neslihan Okumuş (TUR)         | B     | 62.91 | 85            | 88            | 91            | 20                | 105            | 110            | 114            | 16                | 202   |
| 17                | Nikoletta Nagy (HUN)          | B     | 62.17 | 88            | 91            | 91            | 17                | 109            | 112            | 115            | 17                | 200   |
| 18                | Valérie Lefebvre (CAN)        | B     | 62.59 | 88            | 88            | 90            | 18                | 112            | 115            | 115            | 18                | 200   |
| 19                | Anna Leśniewska (POL)         | B     | 62.67 | 88            | 88            | 90            | 19                | 112            | 115            | 116            | 19                | 200   |
| 20                | Nguyễn Thị Lợi (VIE)          | C     | 61.88 | 80            | 85            | 92            | 21                | 105            | 110            | 115            | 21                | 195   |
| 21                | Marieta Gotfryd (POL)         | B     | 62.68 | 90            | 93            | 93            | 16                | 105            | 109            | 109            | 24                | 195   |
| 22                | Martha Malla (ECU)            | B     | 62.69 | 85            | 85            | 88            | 22                | 105            | 109            | 113            | 22                | 194   |
| 23                | Anna Everi (FIN)              | C     | 59.43 | 80            | 83            | 83            | 25                | 102            | 107            | 109            | 23                | 187   |
| 24                | Sherjana Ruci (ALB)           | C     | 60.80 | 80            | 83            | 83            | 24                | 98             | 101            | 101            | 25                | 184   |
| 25                | Poireinganbi Chanu (IND)      | C     | 62.63 | 75            | 80            | 82            | 26                | 95             | 100            | 102            | 26                | 180   |
| 26                | Irene Martínez (ESP)          | C     | 62.70 | 79            | 83            | 85            | 23                | 95             | 100            | 100            | 27                | 180   |
| 27                | Jenni Puputti (FIN)           | C     | 61.98 | 76            | 79            | 81            | 27                | 88             | 93             | 93             | 29                | 167   |
| 28                | Maria Panagiotidou (GRE)      | C     | 63.00 | 73            | 73            | 74            | 28                | 92             | 95             | 95             | 28                | 165   |
| 29                | Liu Xia (MAC)                 | C     | 60.49 | 50            | 55            | 60            | 29                | 55             | 60             | 65             | 30                | 125   |
| —                 | Namkhaidorjiin Bayarmaa (MGL) | B     | 60.59 | 90            | 95            | 95            | —                 | 120            | 125            | 130            | 10                | —     |
| —                 | Silvana Vukas (SRB)           | C     | 62.72 | 75            | 75            | 75            | —                 | —              | —              | —              | —                 | —     |